# Mérignac (Gironda)
Mérignac (en occitano Merinhac) es una ciudad y comuna francesa ubicada en el departamento de Gironda en la región de Aquitania.
Es el suburbio más grande de la ciudad de Burdeos y es adyacente a la misma al oeste. De esta manera, es miembro de la Comunidad Urbana de Bordeaux metropolitana. En el censo de 2007, Mérignac tenía una población de 66.002 habitantes.
Mérignac es el sitio del aeropuerto Internacional de Burdeos.

## Demografía
| 2 511 | 2 427 | 3 039 | 2 764 | 3 276 | 3 034 | 3 264 | 3 648 | 3 910 | 4 284 | 4 450 | 4 967 | 5 167 | 5 735 | 6 159 | 6 713 | 7 052 | 7 421 | 7 594 | 9 515 | 11 939 | 15 363 | 17 034 | 21 417 | 23 050 | 32 355 | 45 951 | 50 652 | 51 306 | 57 273 | 61 992 | 65 469 | 66 002 |
| Para los censos de 1962 a 1999 la población legal corresponde a la población sin duplicidades (Fuente: INSEE [Consultar]) |       |       |       |       |       |       |       |       |       |       |       |       |       |       |       |       |       |       |       |        |        |        |        |        |        |        |        |        |        |        |        |        |